# 费尔斯贝格
费尔斯贝格（德語：Felsberg）是德国黑森州的一个市镇。总面积83.28平方公里，总人口10533人，其中男性5126人，女性5407人（2011年12月31日），人口密度126人/平方公里。